# Alpnach
Alpnach (toponimo tedesco) è un comune svizzero di 6 379 abitanti abitanti del Canton Obvaldo.

## Geografia fisica
Il territorio di Alpnach si estende tra la sponda occidentale del lago di Alpnach, il monte Tomlishorn (parte del gruppo del Pilatus) e la piana alluvionale formata dal fiume Aa di Sarnen (sponda sinistra) e dai torrenti Grosse Schliere e Kleine Schliere.

## Storia
Il comune politico di Alpnach è stato istituito nel 1850.

## Monumenti e luoghi d'interesse
- Chiesa parrocchiale cattolica di Santa Maria Maddalena (già di Santa Maria), attestata dal 1173 e ricostruita nel 1821[3];
- Chiesa riformata, eretta nel 1872[3];
- Cappella cattolica di San Michele, eretta nel 1501[3];
- Cappella cattolica di San Giuseppe in località Alpnachstad, eretta nel 1702[3][4];
- Cappella cattolica di San Teodulo in località Schoried, eretta nel 1711[3];
- Cappella cattolica di Rengg, eretta nel 1567[3];
- Cappella cattolica di Lütholdsmatt, eretta nel 1969[3].

## Società

### Evoluzione demografica
L'evoluzione demografica è riportata nella seguente tabella:
Abitanti censiti

## Economia
L'economia locale si basa prevalentemente sul settore secondario e sul turismo escursionistico vero il monte Pilatus, collegato ad Alpnachstad dalla ferrovia a cremagliera Pilatusbahn.

## Infrastrutture e trasporti

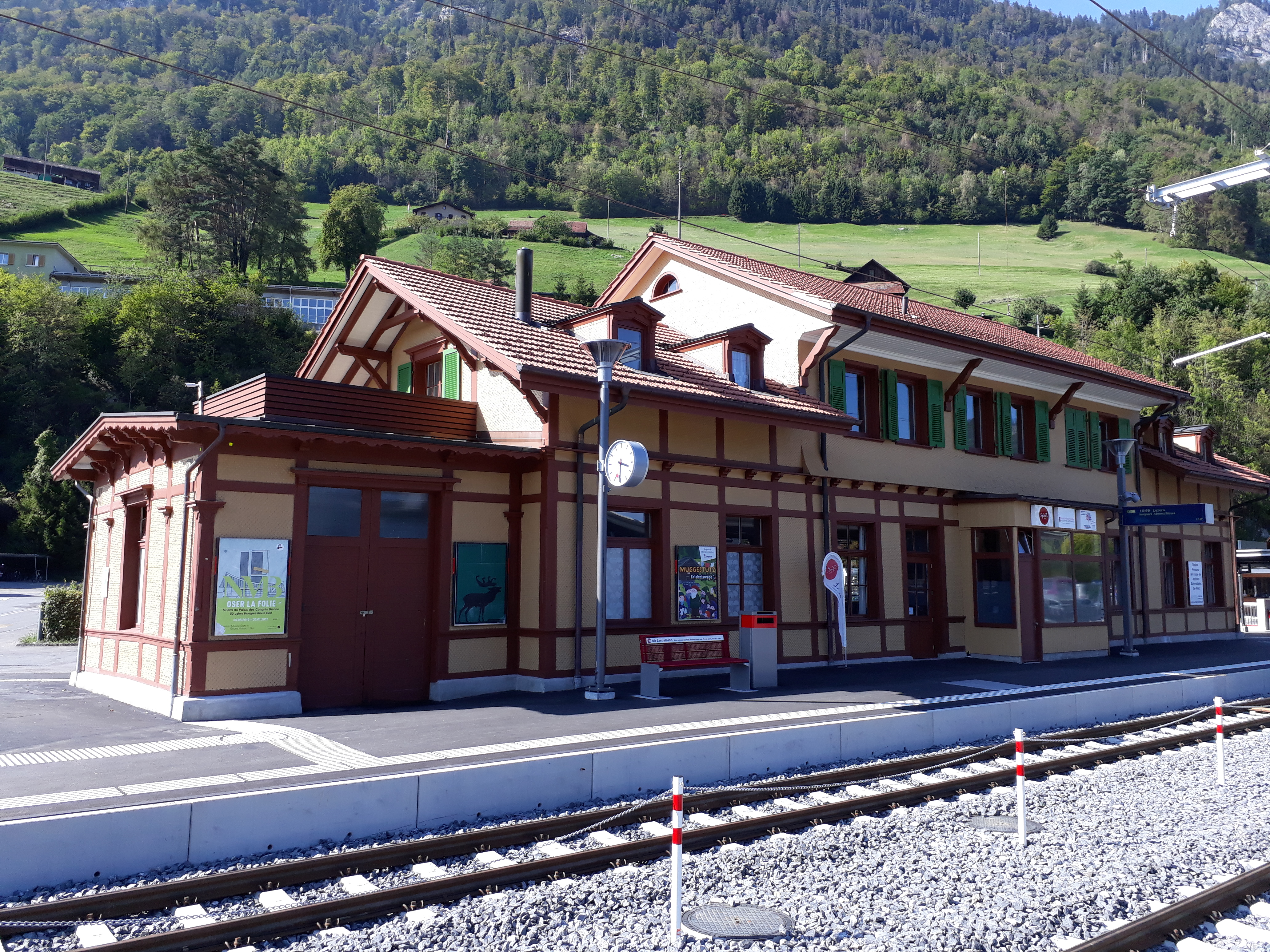
La stazione di Alpnachstad

Alpnach è servito dall'omonima uscita sull'autostrada A8, dalla strada principale 4 e dalla ferrovia del Brünig con le stazioni di Alpnach Dorf e di Alpnachstad, dalla quale si diparte la Pilatusbahn; sul suo territorio si trova la base aerea di Alpnach, aeroporto militare per elicotteri.